# Thermal Power Plant No.4 Erchim
Il Thermal Power Plant No.4 Erchim, meglio noto come Erchim (mongolo: Эрчим), è una società calcistica con sede nella città di Ulan Bator, in Mongolia.

## Storia
Fu fondata nel 1994 e disputa le sue gare allo National Sports Stadium di Ulan Bator.
Ha partecipato a due edizioni della Coppa del Presidente dell'AFC, non riuscendo mai a raggiungere la finale.

## Palmarès

### Competizioni nazionali
- Niislel League: 13

1996, 1998, 2000, 2002, 2007, 2008, 2012, 2013, 2015, 2016, 2017, 2018,2021-2022
- Coppa della Mongolia: 8

1996, 1997, 1998, 1999, 2000, 2011, 2012, 2015
- Supercoppa della Mongolia: 7

2011, 2012, 2013, 2014, 2015, 2016, 2017

### Altri piazzamenti
- Niislel League:

Secondo posto: 1997, 1999, 2009, 2014, 2019